# Ерёменко, Алексей Борисович
Алексе́й Бори́сович Ерёменко (17 января 1964, Новочеркасск, Ростовская область) — советский и российский футболист, полузащитник. Тренер.

## Биография
Профессиональную карьеру начал в «Ростсельмаше», затем играл в ростовском СКА, московских «Спартаке», «Торпедо» и «Динамо».
Мастер спорта с 1986 года.
В начале 1990-х уехал в Финляндию, где выступал за «Яро» и ХИК, отыграв один сезон за норвежский «Тромсё». В качестве тренера работал с финскими командами и коллективами из стран бывшего СССР. В конце ноября 2021 года стало известно, что Алексей Еременко с нового года возглавит эстонский клуб «Нарва-Транс».
Покинул команду в 2022 году и затём снова возглавил её в августе 2023 года (контракт действует с 20 августа, рассчитан до конца 2024 года). Покинул клуб 24 апреля 2024 года по обоюдному согласию сторон.

### Семья
Имеет трёх сыновей, двое из которых являются игроками сборной Финляндии. Старший и средний, Алексей и Роман. Самый младший — Сергей (1999 г. р.) — выступал под руководством отца в «Яро» и СИК.

## Книга
В Финляндии вышла книга о футбольной семье Ерёменко под названием «Ерёменко — история футбольной семьи».